# Геофизика
Геофи́зика (от др.-греч. γῆ — Земля + φύσις — природа), или физика Земли, — комплекс научных дисциплин, исследующих физическими методами (контактными и дистанционными аэрокосмическими) строение Земли, процессы, происходящие в геосфере, а также специфические методы исследования упомянутых объектов и процессов.

## Классификация
Геофизика состоит из следующих основных разделов:
- физика твёрдой Земли (сейсмология, гравиметрия, магнитометрия, электрометрия, геотермия, тектонофизика, петрофизика),
- физика водоемов или гидрофизика (океанология, моря, озёра, реки, льды, подземные воды и т. д.),
- физика атмосферы и околоземного космического пространства (метеорология, климатология, аэрономия, физика ионосферы, атмосферная оптика и т. д.)[2].

Подразделяется на фундаментальную и прикладную (разведочную геофизику). Отдельно выделяются методы поисков и разведки месторождений полезных ископаемых, промышленную геофизику, или геофизические методы исследований скважин, и шахтную геофизику.

## Разведочная геофизика
Разведочной геофизикой называют раздел геофизики, посвящённый изучению строения Земли с целью поиска и уточнения строения залежей полезных ископаемых, а также выявлению предпосылок для их образования. Разведочные геофизические исследования проводятся на суше, акватории морей, океанов и пресных водоемов, в скважинах, с воздуха и из космоса. Разведочная геофизика является важной составляющей геологоразведочного процесса благодаря высокой эффективности, надёжности, дешевизне и скорости проведения. К методам разведочной геофизики относят сейсморазведку, электроразведку на постоянном и переменном токе, магниторазведку, гравиразведку, геофизические исследования скважин, радиометрию, ядерную геофизику и теплометрию.

### Сейсморазведка
Сейсморазведка — раздел разведочной геофизики, включающий методы изучения строения Земли, основанные на возбуждении и регистрации упругих волн. Породы земной коры различаются по упругим свойствам — модулю Юнга, коэффициенту Пуассона, скорости продольных и поперечных волн и плотности. На границах слоев с различными упругими свойствами возникают вторичные волны, содержащие информацию о геологическом строении.
Для регистрации колебаний упругих волн применяют специальные устройства — сейсмоприёмники, преобразующие колебания частиц почвы в электрический сигнал. Полученная информация собирается на графиках, называемых сейсмограммами, обрабатывается и получает геологическое толкование. В результате строение земной коры изображается в виде разрезов и карт, на которых определяется место возможного скопления полезных ископаемых.

### Гравиразведка

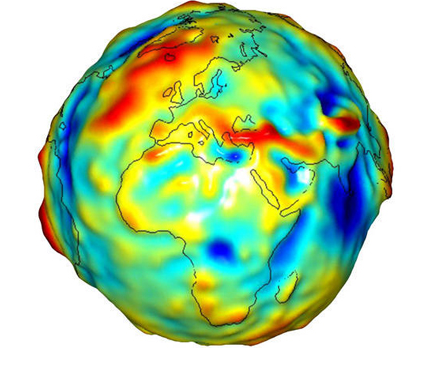
Отклонения ускорения свободного падения на поверхности Земли от стандартного

Гравиразведкой (гравиметрией) называется раздел разведочной геофизики, изучающий изменение ускорения свободного падения в связи с изменением плотности геологических тел. Гравиразведка активно применяется при региональном исследовании земной коры и верхней мантии, выявлении глубинных тектонических нарушений, поиске полезных ископаемых — преимущественно рудных, выделении алмазоносных трубок взрыва. Гравиразведка позволяет изучать состав горных пород, и их положение в геологическом разрезе, например для магматических с ростом основности возрастает концентрация железистых соединений и плотность.
Для проведения гравиразведки применяются гравиметры, чувствительные приборы, измеряющие ускорение свободного падения. Единицей измерения этой величины является Гал или более употребительные мГал или мкГал. Крупные геологические тела характеризуются аномалиями в десятки и даже сотни мГал.

### Магниторазведка
Магниторазведка — раздел разведочной геофизики, исследующий магнитное поле Земли (его источники и изменения на протяжении геологической истории Земли), а также магнитные свойства горных пород. С целью поисков месторождений полезных ископаемых магниторазведка применяется в виде наземной, морской или аэромагнитной съёмки. Магнитная съёмка проводится, как правило, по сети параллельных линий, или профилей. После ввода необходимых поправок строится карта магнитного поля в виде графиков или изолиний. На карте могут находиться области спокойного поля и магнитные аномалии — локальные возмущения магнитного поля, вызванные неоднородностями магнитных свойств горных пород. Магниторазведка проводится с целью выявления аномалий как непосредственно связанных с полезным ископаемым, так и с контролирующими залежь тектоническими и стратиграфическими структурами.

### Электроразведка
Электроразведка — раздел разведочной геофизики, основанный на измерениях электромагнитного поля. Методы электроразведки позволяют изучать параметры геологического разреза, измеряя параметры постоянного электрического или переменного электромагнитного поля. Методы электроразведки разделяются:

#### По характеру источника электромагнитного поля
- методы искусственного поля;
- методы естественного поля.

##### По типу источника электромагнитного поля
- методы постоянного тока;
- методы низкочастотного электромагнитного поля;
- методы высокочастотного электромагнитного поля.

Примером электроразведки может служить исследование методом вызванной поляризации.

### Геофизическое исследование скважин
Геофизические исследования скважин (ГИС) — исследования бурящихся, промысловых и других скважин геофизическими методами с целью изучения разреза скважины для последующей качественной и количественной геологической оценки, как самой скважины, так и месторождения в целом.
Комплекс ГИС включает в себя множество методов, которые можно условно разделить на несколько больших и не очень разделов, в зависимости от типа изучаемых физических параметров пород. Работы проводят с помощью геофизического оборудования. Методов каротажа и ГИС довольно много. Они включают в себя:
- Электрический каротаж — объектом исследований являются электрические свойства горных пород.
- Ядерно-геофизические методы каротажа, основанные на изучении поведения ионизирующих излучений в скважине.
- Акустический каротаж.
- Газовый каротаж.
- Термокаротаж.
- Инклинометрия.
- Кавернометрия.
- Радиоактивные методы (гамма-каротаж и гамма-спектральный каротаж, нейтронный каротаж).

Существуют и некоторые другие отдельные виды геофизических работ в скважинах.
Наиболее широкое применение геофизических исследований скважин приходится на нефтегазовую промышленность:
- Каротажи.
- Контроль за разработкой месторождения.
- Перфорация.